# Takeshi Ono (Fußballspieler, 1962)
Takeshi Ono (japanisch 小野 剛 Ono Takeshi; * 17. August 1962 in der Präfektur Chiba) ist ein ehemaliger japanischer Fußballspieler und -trainer.

## Karriere
Ono erlernte das Fußballspielen in der Schulmannschaft der Chiba Funabashi High School und der Universitätsmannschaft der Universität Tsukuba. Von Oktober 2002 bis April 2006 war er der Trainer des J1-League-Vereins Sanfrecce Hiroshima. Am Ende der Saison 2002 stieg der Verein in die J2 League ab. 2003 wurde er mit dem Verein Vizemeister der J2 League und stieg in die J1 League auf. Von 2014 bis 2015 war er der Trainer des J2-League-Vereins Roasso Kumamoto.